# (26416) 1999 XM84
(26416) 1999 XM84 est un astéroïde de la ceinture principale d'astéroïdes découvert en 1999.

## Description
(26416) 1999 XM84 a été découvert le 7 décembre 1999 à l'observatoire Magdalena Ridge, situé dans le comté de Socorro, au Nouveau-Mexique (États-Unis), par le projet Lincoln Near-Earth Asteroid Research (LINEAR).

### Caractéristiques orbitales
L'orbite de cet astéroïde est caractérisée par un demi-grand axe de 2,34 UA, un périhélie de 2,22 UA, une excentricité de 0,05 et une inclinaison de 4,53° par rapport à l'écliptique. Du fait de ces caractéristiques, à savoir un demi-grand axe compris entre 2 et 3,2 UA et un périhélie supérieur à 1,666 UA, il est classé, selon la JPL Small-Body Database, comme objet de la ceinture principale d'astéroïdes.

### Caractéristiques physiques
(26416) 1999 XM84 a une magnitude absolue (H) de 14,3 et un albédo estimé à 0,158.